# スタニスワフ・ヴィエルグス
スタニスワフ・ヴォイチェフ・ヴィエルグス（Stanisław Wojciech Wielgus, 1939年4月23日 - ）は、ポーランドの元ワルシャワ大司教。哲学、神学教授。専門は中世哲学。
1989年から1998年までルブリン・カトリック大学学長、1999年からはプウォツク司教。ポーランドの全国学長会議の副議長も務めた。2006年12月にはバチカンからワルシャワ大司教に任命される。翌2007年1月5日に就任するも、共産政権下にあった1973年から1978年にかけて、ポーランドの秘密警察と関わりを持っていたとの報道がなされていたため、2日後の1月7日に辞任した。